# NGC 1526
NGC 1526 is een balkspiraalstelsel in het sterrenbeeld Net. Het hemelobject werd op 2 november 1834 ontdekt door de Britse astronoom John Herschel.

## Synoniemen
- PGC 14437
- ESO 84-3
- IRAS04048-6558